# 요리이 겐
요리이 겐(일본어: 寄井 憲, 1984년 4월 26일 ~ )는 일본의 전 축구 선수이다.

## 구단 경력
과거 방포레 고후, 마쓰모토 야마가 FC에서 활동하였다.